# Lauren Jeffrey
Lauren Jeffrey (* 23. Juni 1960 in Hammersmith) ist eine ehemalige britische Skilangläuferin.
Jeffrey belegte bei den Olympischen Winterspielen 1984 in Sarajevo den 48. Platz über 10 km und zusammen mit Nicola Lavery, Doris Trueman und Ros Coats den 11. Rang in der Staffel. Im folgenden Jahr errang sie bei den nordischen Skiweltmeisterschaften in Seefeld in Tirol den 57. Platz über 5 km.